# Madison (Minnesota)
Madison – miasto w Stanach Zjednoczonych, w stanie Minnesota, w hrabstwie Lac qui Parle.